# Niels Kerstholt
Niels Kerstholt (* 2. April 1983 in Utrecht) ist ein ehemaliger niederländischer Shorttracker.

## Karriere
Kerstholt wurde bereits siebzehnjährig im Jahr 2000 Niederländischer B-Junioren-Meister. In den nächsten drei Jahren gelang ihm bei nationalen Meisterschaften allerdings keine Top-5-Platzierung, dafür startete er im Januar 2002 bei der Juniorenweltmeisterschaft in Chuncheon und rückte über 1500 Meter immerhin bis ins Halbfinale vor, wo er allerdings als Fünfter scheiterte. Noch im November des gleichen Jahres wurde er erstmals im Shorttrack-Weltcup eingesetzt, in der Saison 2002/03 schaffte er mit der Staffel insgesamt einen Finaleinzug und damit einen vierten Rang. Bei den Großereignissen jener Saison gelangen Kerstholt keine herausragenden Resultate. Während er in der Saison 2003/04 im Weltcup nie über die Vorläufe hinauskam, gelang ihm mit der Staffel bei der Europameisterschaft der vierte Rang.
Auch der Weltcup 2004/05 endete wie die vorherigen ohne Finalteilnahme, dafür gewann Kerstholt bei der Europameisterschaft 2005 die Silbermedaille mit der Staffel. Auch bei der Europameisterschaft 2006 zeigte er wieder ordentliche Leistungen. Kerstholt wurde er als einer von drei niederländischen Shorttrackern für die Olympischen Winterspiele 2006 in Turin nominiert. Zunächst sollte er nur über die 1000-Meter-Distanz starten, für die er sich qualifiziert hatte, doch als das niederländische Team auch über 1500 Meter einen Starter stellen durfte, wurde er auch hier eingesetzt. Während sein Rennen auf der eigentliche Distanz schon nach einer Disqualifikation im Vorlauf beendet war, konnte er über 1500 Meter zumindest das B-Finale erreichen und dort als Fünfter den elften Rang erringen.
Kurz nach Olympia siegte Kerstholt auch zum ersten Mal bei der Niederländischen Meisterschaft im Erwachsenenbereich vor Cees Juffermans. Im Weltcup 2006/07 gelang ihm ein vierter Rang beim Heimrennen in Heerenveen, dort fehlten allerdings viele Weltklasse-Athleten. Über 1000 Meter erreichte er zwar keine Top-5-Platzierung, wurde aber dennoch Disziplinenweltcupsvierter, da er konstant bei allen Rennen an den Start ging. Außerdem wurde er Gesamtsechster bei der Europameisterschaft 2007, sowohl im Einzel als auch mit der Staffel. Bei der Weltmeisterschaft gelangen ihm keine guten Resultate, dafür verteidigte er seinen Niederländischen Meistertitel. Auch in der Saison 2007/08 schaffte Kerstholt einige Top-10-Ergebnisse im Weltcup, zudem gelang ihm die Silbermedaille bei der Europameisterschaft 2008 in Ventspils hinter dem Letten Haralds Silovs. Dabei hatte Kerstholt besonders mit seinem Streckensieg über 1000 Meter Punkte für das Gesamtklassement gesammelt. Die Weltmeisterschaft endete dagegen wieder mit einem schlechteren Endergebnis.
Mit einem weiteren achten Rang, diesmal über 500 Meter, startete Kerstholt in den Shorttrack-Weltcup 2008/09, nachdem er zu Ende der vorherigen Saison erneut seinen Titel bei der nationalen Meisterschaft verteidigt hatte.
Kerstholt belegte bei den Olympischen Winterspielen 2014 in Sotschi mit der Staffel den vierten Platz. Bei der Weltmeisterschaft 2014 wurde er in Montreal mit der 5000-m-Staffel Weltmeister.

## Persönliche Bestzeiten
- 500 m 40,926 s (aufgestellt am 10. Februar 2013 in Dresden)
- 1000 m 1:24,204 min (aufgestellt am 20. Oktober 2012 in Calgary)
- 1500 m 2:13,848 min (aufgestellt am 10. Februar 2014 in Sotschi)
- 3000 m 4:42,417 min (aufgestellt am 29. Januar 2012 in Mladá Boleslav)